# Depositaris
In het internationaal recht is de depositaris het land of de internationale organisatie, die in een multilateraal internationaal verdrag is aangewezen als beheerder van het verdrag. De eventuele toetredingen tot, ratificaties van en opzeggingen van het verdrag worden bij de depositaris ingediend.
De artikelen 76-80 van het (Weense) Verdrag inzake het verdragenrecht gaan over de rol van de depositaris.

## Lijst van depositarissen
Het Secretariaat van de Verenigde Naties was in 2013 de depositaris van meer dan 550 multilaterale verdragen. Deze functie is gebaseerd op vier gronden:
- Artikel 98 van het Handvest van de Verenigde Naties
- Het bepaalde in de verdragen zelf
- Resolutie  24 (1) van de Algemene Vergadering van de Verenigde Naties van 12 februari 1946
- De resolutie van 18 april 1946 van de Volkenbond

De Zwitserse Bondsraad beheerde in 2014 zo'n 80 verdragen. Hiertoe behoren de Geneefse Conventies, inclusief de Aanvullende Protocollen van 1977.
Frankrijk beheert daarentegen het Protocol van Genève.
Nederland is depositaris van ongeveer 100 verdragen. In de Nederlandse Verdragenbank zijn alle verdragen opgenomen waarvoor Nederland of de Haagse Conferentie voor Internationaal Privaatrecht de depositaris is.
België beheert onder meer veel verdragen inzake de Benelux, het zeerecht en de luchtvaart, inclusief het verdrag over Eurocontrol.
Italië is de depositaris van onder meer het Verdrag van Rome.